# Ivica Iliev
Ivica Iliev (en serbe en écriture cyrillique : Ивица Илиев), né le 27 octobre 1979 à Belgrade (Yougoslavie aujourd'hui en Serbie), est un footballeur serbe. Il évoluait au poste d'attaquant en sélection yougoslave.
Depuis octobre 2015, il est directeur sportif du Partizan Belgrade.

## Biographie
De retour au Partizan en 2010, Ivica Iliev retrouve le niveau qui était le sien lors de ses années serbes. Bien entouré à l'avant avec Prince Tagoe, Stefan Babović ou Cléo, le Belgradois participe pleinement au sacre de son équipe en championnat et en coupe nationale. Auteur de treize buts, il est le meilleur buteur de la ligue avec Andrija Kaluđerović de l'Étoile rouge de Belgrade, et est logiquement nommé dans le onze de l'année.

### Sa signature au Wisła Cracovie, en Pologne
Le 6 juin 2011, Iliev signe un contrat de deux ans au Wisła Cracovie, champion de Pologne en titre.

## Palmarès

### En club

#### Avec le Partizan Belgrade
- Champion de Yougoslavie : 1999 et 2002.
- Champion de Serbie-et-Monténégro en 2003.
- Champion de Serbie : 2011.
- Vainqueur de la Coupe de Yougoslavie : 1998 et 2001.
- Vainqueur de la Coupe de Serbie : 2011

### Distinction individuelle
- Meilleur buteur du championnat serbe : 2011